# Stella Matutina (Orden)
Stella Matutina (lat. ‚Morgenstern‘) war der Name des 1903 gegründeten magischen Nachfolgeordens des Hermetic Order of the Golden Dawn. Nach dem endgültigen Zusammenbruch des Golden Dawn und der Auflösung des Isis-Urania Tempels No. 3 sammelte Robert William Felkin diejenigen Mitglieder, welche die magische Tradition des Ordens beibehalten wollten, während die eher mystisch orientierten Mitglieder Arthur Edward Waite in den Independent and Rectified Rite of the Golden Dawn nachfolgten.

## Geschichte
Mit der Unterstützung von John William Brodie-Innes etablierte Felkin in London den Amoun Tempel als neuen Haupttempel der Stella Matutina. In seiner Blütezeit, zwischen 1904 und 1910, wurden hier allein 72 Männer und Frauen initiiert. Später entstanden auf Initiative von Felkin noch mindestens zwei bis drei weitere Tempel in Großbritannien: The Secret College (1916) in London, ein Tempel der nur höheren Mitgliedern der Societas Rosicruciana in Anglia offenstand, und der Hermes Tempel No. 28 (1916) in Bristol, der bis 1970 tätig war. Über den Merlin Tempel sind nur wenig verlässliche Daten bekannt.
Zu den berühmtesten Mitgliedern gehörte der Schriftsteller und Literaturnobelpreisträger William Butler Yeats, der, obwohl er im Golden Dawn bereits alle Grade durchlaufen hatte, in der Stella Matutina nochmals alle Einweihungsstufen durchlief. 1911 wurde er zum Imperator des Amoun Tempels gewählt. Er blieb bis 1923 Mitglied im Orden.
Zwischen den verschiedenen Splittergruppen des ursprünglichen Golden Dawn, die von Felkin, Brodie-Innes und Waite geleitet wurden, schloss man eine Übereinkunft ab, in der sie sich gegenseitig als Führer ihrer Nachfolgeorganisationen anerkannten und beschlossen, wichtige Informationen und neueste Erkenntnisse auszutauschen. Allerdings verstieß John William Brodie-Innes gegen diese Abmachung, indem er heimlich mit MacGregor Mathers Kontakt aufnahm, sich ihm erneut als loyal erklärte und so den um 1910 wiederbelebten Amen-Ra Tempel No. 6 in Edinburgh dem Alpha et Omega unterstellte. Sowohl Waite als auch Felkin pflegten weiterhin gute Kontakte zu William Wynn Westcott, einem anderen Mitbegründer des ursprünglichen Golden Dawn.
Durch Felkins Einfluss habe der Orden einen Weg eingeschlagen der nach dessen Überzeugung in Übereinstimmung mit den wirklichen „Geheimen Oberen“ stand, unter denen er die einstigen „Unbekannten Oberen“ der alten Gold- und Rosenkreuzer verstand. Den Kontakt zu diesen rosenkreuzlerischen „Unbekannten Oberen“ hoffte er auf magischem Wege in Form spiritistischer Geisterbeschwörungen herstellen zu können. Daher wurden entsprechende Geisterbeschwörungspraktiken in die Ordensrituale integriert.
Ursprünglich beabsichtigte die Stella Matutina die Lehren des Golden Dawn zu übernehmen und auf einem spiritualistischen Niveau weiterzuentwickeln, wozu man spiritistische Geisterzitationen vornahm. Dabei gab es zwei Gruppen innerhalb des Stella Matutina, die jeweils von sich behaupteten den richtigen mediumistischen Zugang zu rosenkreuzerischem Wissen zu besitzen:
- Die „Rosenkreuzer“-Gruppe, die von sich behauptete, sie könne durch Geisterbeschwörungen ein Medium in einen Zustand der Besessenheit versetzen, der es ermögliche, als Kontrollgeist niemand geringeren als die fiktive, legendäre Romanfigur des Christian Rosencreutz zu channeln.
- Die zweite Gruppe innerhalb des Stella Matutina, die so genannten „Araber“, bezeichneten sich von vornherein als die alleinigen Besitzer der Originallehren der legendären Figur des Christian Rosencreutz, die sie von ihrem arabischen Lehrer Ara ben Shemesh erhalten haben wollen.[4]

Auf seiner Suche nach geheimen Oberen des Ordens der Rosenkreuzer bzw. den deutschen Ursprüngen des Golden Dawn kam Felkin in Kontakt zur Anthroposophischen Gesellschaft unter der Leitung von Rudolf Steiner. Er traf Steiner 1910 in Berlin, mit dem offenbar schon seit 1906 Kontakte bestanden hatten. Felkin führte viele der Mitglieder seines Ordens der Anthroposophischen Gesellschaft zu und entlehnte aus Steiners Werk einige seiner Lehren.
Ähnlich wie Mathers im Alpha et Omega, schuf auch Felkin in der Stella Matutina weitere Initiationsrituale für die höheren Grade des Adeptus Major (6° = 5❐), Adeptus Exemptus (7° = 4❐) und offenbar sogar für den Magister Templi (8 = 3❐).
1912 erfolgte Felkins erste Reise nach Neuseeland, wo er in Havelock North den Tempel Smaragdine Thalasses (Smaragd des Meeres) No. 49 gründete. Vor seiner endgültigen Auswanderung mit seiner Familie nach Neuseeland in 1916, entließ er die Tempel der Stella Matutina in Großbritannien in eine weitgehende Autonomie.
Den Amoun Tempel in London führten Christine Stoddart, William Reason und F. N. Heazell weiter. 1918/1919 war Stoddart zu der Ansicht gekommen, dass es sich bei dem Orden um eine satanistische Organisation handele und verurteilte als konservativ gewordene Christin öffentlich die Machenschaften, später auch in zwei Büchern, in denen sie ihrem Eindruck Raum gab, dass die Stella Matutina eine satanistisch-kommunistisch-zionistische Konspiration sei, welche mittels sexueller Energien die Weltherrschaft erlangen wolle. Aufgrund ihrer kontroversen Denunziationen war der Amoun Tempel London inzwischen geschlossen worden.
1933 wurde Israel Regardie auf Empfehlung von Dion Fortune in den Hermes Tempel in Bristol aufgenommen. Er erkannte jedoch bald den desolaten Zustand des Ordens. Nachdem er den Grad Adeptus Minor erreicht hatte, kam es zu einem Zerwürfnis zwischen Regardie und der Ordens-Führung, der er Unvermögen vorhielt. Im Dezember 1934 trat er aus dem Orden aus und sammelte alle ihm noch zugänglichen Informationen über die Stella Matutina und den vorausgegangenen Golden Dawn. Er brach sein Gelübde und publizierte das gesamte Material in vier Bänden, mit dem Titel The Golden Dawn, um das Wissen für spätere Generationen vor der Vergessenheit zu bewahren. Diese Veröffentlichung war sicher nicht nur für die Stella Matutina ein Todesstoß, sondern auch für die meisten Alpha et Omega Tempel, die sich plötzlich ihrer geheimen Tradition beraubt sahen. Dennoch dauerten die Aktivitäten des Hermes Tempels in Bristol noch bis Ende der 1960er Jahre an, die jetzt allerdings mehr im Zusammenhang mit den Lehren der Anthroposophie standen.

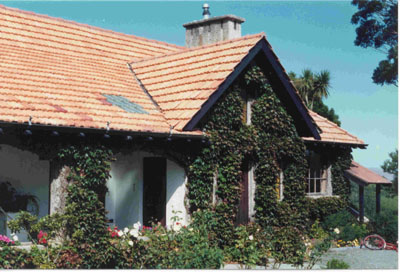
Die Südseite von Whare Ra, dem „Haus der Sonne“

Der neuseeländischen Zweig der Stella Matutina erlebte indes nochmals eine ungeahnte Blüte. Der Tempel Smaragdine Thalasses No. 49 wurde dort unter dem Namen Whare Ra bekannt, was in der Sprache der Māori soviel bedeutet wie „Haus der Sonne“. Die Initiationsrituale und Lehrschriften wurden erneut revidiert, wobei versucht wurde, die ursprüngliche Fassung des Golden Dawn wiederherzustellen. Nach Felkins Tod übernahm seine zweite Frau, später seine Tochter Ethel die Führung von Whare Ra. Der Tempel war noch bis 1978 aktiv und wurde dann mangels neuer Mitglieder geschlossen. Dabei wurde ein Großteil der Tempeleinrichtung und viele Lehrschriften in einem großen Feuer verbrannt. Trotzdem hat einiges an Material überlebt.